# Valerio di Alvito
San Valerio di Alvito, venerato come santo e martire dalla Chiesa cattolica, fu un soldato romano. Si festeggia il martedì dopo la Pentecoste ma per permettere a tutti gli alvitani di partecipare si posticipa al venerdì e sabato successivi.

## Reliquie
Martirizzato, le sue spoglie furono traslate il 6 giugno 1656 dalle Catacombe di Santa Ciriaca a Roma ad Alvito, di cui è patrono, nella chiesa di San Simeone Profeta. Venne invocata la sua protezione dalla grave pestilenza che occorreva in quell'anno. Nella storia della traslazione del corpo furono coinvolti vari personaggi: il primo in assoluto fu Mons. Marcello Anania, vescovo di Nepi e Sutri, in qualità di vice-gerente del Cardinal Vicario per la città di Roma. 
L'atto notarile con il quale le reliquie del corpo di San Valerio e le ossa di altri due martiri, Ippolito e Gennaro, sono fatte oggetto di dono all'Abate don Francesco Narducci per essere poste in venerazione nella chiesa di San Simeone Profeta, fu redatto il 4 gennaio 1656, sotto il primo pontificato di Papa Alessandro VII e fu erogato dal notaio D. Lauro Pino "de Genuis" nell'abitazione del Vice-Gerente Mons. Marco Antonio Oddi, Vescovo di Gerapoli.
La cassa lignea contenente le reliquie dei tre corpi fu traslata il martedì dopo la solennità di Pentecoste e fu posta sotto l'altare maggiore; tuttavia, per esporre le sacre reliquie al culto dei fedeli, bisognò attendere più di un secolo (22 marzo 1797), quando la Sacra Congregazione dei Riti con apposito decreto ne consentì la venerazione. Invece le spoglie di San Valerio Martire vennero subito riconosciute autentiche ed esposte al culto e all'amore del popolo alvitano. 
Nella chiesa di San Simeone Profeta ad Alvito sono conservate anche due ampolle di sangue di San Valerio.

## Devozione
Secondo una leggenda devozionale alvitana, san Valerio martire avrebbe protetto la città di Alvito dai bombardamenti della Seconda guerra mondiale, essendo stato l'unico centro della Valle di Comino, assieme a San Donato Val di Comino, a non aver riportato gravi danni e a non aver avuto sfollati. Fu considerato anche protettore di alcuni soldati alvitani che, avendo chiesto la sua intercessione, si salvarono durante le battaglie.

## Inni a San Valerio di Alvito

### La tua lancia
La tua lancia e il serto di rose
che ti cinge la fronte ferita,
quella palma dal sangue fiorita
son, Valerio, tua gloria e onor.
E dall'urna che chiude il tuo corpo,
dall'ampolla che serba il tuo sangue,
questa vita che pena e che langue
prende forza, novello vigor.
Sono centro e sorgente di fede
queste sacre reliquie per noi:
esse danno la forza d'eroi
ai tuoi figli chiamati a lottar.
Benedetto in eterno il ricordo
dei nostri avi, che tanto retaggio
ci lasciaron col dolce miraggio
di più stringer la terra col ciel.
Son sospiri di mamme accorate,
sono pianti di spose e di figli,
sono affanni di forti perigli,
che tu calmi, o potente guerrier.
Questo tempio la voce raccoglie
de la gente che guidi e proteggi;
il destino supremo qui reggi
per Alvito a te data dal ciel.
Più potente distendi la mano
su quei figli dispersi pel mondo,
ognun abbia lavoro fecondo,
ognun serbi la fede per te.
E come ora qui stretti all'altare
tu ci vedi in fervente preghiera,
tale, un giorno, gloriosa un schiera
formeremo, a te stretti, nel ciel.

### Irrorato
Irrorato di sangue glorioso,
scintillante lo scudo e il cimiero,
odi l'inno, o celeste guerriero,
che d'Alvito noi figli leviam.
Fu la fede i tuo scudo, e la speme
fu tuo usbergo nell'ardua tenzone,
a te salga la sacra canzone
che d'Alvito noi figli innalziam.
Dell'amore celeste la fiamma,
di che ardeva il tuo giovine cuore,
vinse, o Santo, la possa, l'ardore
del supplizio che oppresse il tuo fral.
Deh! la fede, la speme, l'amore
dei tuoi figli nell'alma ridesta
mentre lieti esaltiam le tue gesta
che ti cinser di gloria immortal.
Ad Alvito, cui scelto dal cielo
fosti, o Santo, a presidio e tutela,
il pietoso tuo cuore disvela,
calma infondi nei tiepidi cuor.
Tra i perigli, nell'ansie, nel duolo
da te sempre protetti e difesi,
passeremo vittoriosi ed illesi
se ci guardi con occhio d'amor.